# ۱۱۴۸ (خورشیدی)
۱۱۴۸ هزار و صد و بیست و چهل و هشتمین سال هجری خورشیدی است.

## زادگان
- لطفعلی‌خان زند، (درگذشت: ۱۱۷۳)،آخرین پادشاه دودمان زند.